# De Haruspicum responsis
Le De Haruspicum responsis (« Sur les réponses des haruspices ») est un discours prononcé par Cicéron devant le Sénat, en 56 av. J.-C. Il prend place dans l'affaire de la restitution et de la reconstruction de sa demeure du Palatin, confisquée lors de son exil de mars 58, et plus généralement dans ses affrontements verbaux contre Clodius Pulcher.
Son intérêt historique est double. Il se place au moment où les triumvirs (César, Pompée, Crassus) renforcent considérablement leur emprise sur la république (accords de Lucques, 15 avril). En outre, il offre des renseignements précis sur le fonctionnement des haruspices, prêtres étrusques qui remplissaient un rôle de conseillers et d'experts auprès des autorités.

## Contexte

### L'exil de Cicéron
Condamné à l'exil et à la confiscation de ses biens en mars 58 à l'initiative de son ennemi Publius Clodius Pulcher, Cicéron fait jouer ses proches et alliés politiques pour obtenir son retour. Plus d'un an de procédures et de tractations lui sont nécessaires. En août 57, son rappel est voté, grâce à l'appui déterminant de Pompée. Il est à Rome le 5 septembre. 
Il a trois objectifs : retrouver son poids politiques (auctoritas), c'est chose faite dès le 6 septembre, par son discours au Sénat Post reditum in senatu ; se venger de ses ennemis, prioritairement Clodius et les deux consuls de 58, Gabinius et Pison ; récupérer ses biens mis sous séquestre et administrés par Clodius.

### Sa demeure du Palatin
En 62 av. J.-C., après son consulat, Cicéron avait acquis sur l'aristocratique colline du Palatin une prestigieuse demeure appartenant à Crassus. Il l'avait payée trois millions et demi sesterces, somme considérable. La loi votée en 58 av. J.-C.le condamnant à l'exil incluait la mise sous séquestre de ses biens, dont cette demeure, qui fut pillée et incendiée. Clodius se l'appropria, la détruisit, y fit construire un portique et un monument dédié à la déesse Libertas qu'il fit consacrer par un pontife. Cela rendait le lieu sacré et inviolable, et faisait obstacle à toute restitution.
Passé l'abattement des premiers mois d'exil, Cicéron élabore des stratégies pour récupérer sa fortune lorsqu'il reviendra, en particulier cette demeure.
La chronologie des évènements qui suivent le retour de Cicéron est précisée dans son  discours. Le premier obstacle à lever est la consécration du lieu qui a été opérée par un pontife. Seul le collège des pontifes peut la lever. Cicéron plaide donc la nullité de cette consécration devant ce collège le 30 septembre 57 Av. J.-C. Son discours De domo sua souligne les oublis de certains rites et de vote de ratification. Il obtient donc gain de cause.
Ensuite le 1er octobre, Cicéron obtient du Sénat la destruction du portique construit par Clodius, la restitution de son terrain et un dédommagement pour reconstruire sa demeure, à hauteur de deux millions de sesterces, ainsi que d'autres indemnités pour ses villas de Tusculum et Formies.
Dès le 3 novembre, Clodius envoie ses bandes armées s'en prendre aux ouvriers pour empêcher les travaux, fait ensuite attaquer la maison du frère de Cicéron Quintus puis celle de son soutien Milon. Ce dernier riposte énergiquement avec ses gardes armés, qui assurent ensuite la protection du chantier de Cicéron .

### La situation politique romaine
D'autres violences troublaient la politique diplomatique de Rome : Le roi d'Égypte Ptolémée XII avait été renversé en 58 av. J.-C. et s'était réfugié à Rome. Il intriguait pour se faire rétablir, en achetant les soutiens pour se faire rétablir sur son trône. Mais sa fille Bérénice IV qui l'avait remplacé avait réagi pour défendre son pouvoir et envoyé à Rome une importante délégation, sous la conduite du philosophe Dion. La délégation fut attaquée lors de son débarquement en Italie, puis Dion fut assassiné dans la demeure d'un proche de Pompée. Un certain Asicius fut accusé du meurtre et défendu par Cicéron, qui obtint son acquittement. Il défendit Marcus Caelius Rufus le 4 avril 56 av. J.-C., pour la même accusation portée par la sœur de Clodius. 
Le début de l'année 56 est tendu entre les triumvirs Pompée et César qui agissent via leurs hommes de paille respectifs, Clodius et Milon. Crassus, le troisième triumvir, finance Clodius, qui met en accusation Milon pour violence et fait insulter Pompée par ses hommes lors d'une réunion publique le 7 février. De son côté, en mars, Cicéron dans le Pro Sestio dénonce les triumvirs comme soutiens des exactions de Clodius. Menacé à la fois par les sénateurs les plus conservateurs (les (Optimates) et par Clodius, Pompée rencontre César et Crassus à Lucques en avril, pour renforcer leur alliance et se partager l'empire (accords de Lucques).

### Les prodiges de 56 et l'intervention des haruspices
Surviennent divers prodiges (ostentum) en ce printemps 56, dont Cicéron fait le rappel dans son discours : grondement avec des bruits d'armes près de Rome (§ 20 du discours), tremblement de terre à Potentia dans le Picenum (§ 62), coups de foudre, trainées lumineuses dans le ciel. Selon l'usage religieux, les sénateurs - Cicéron ne mentionne ni dans le discours ni dans sa correspondance qui fut à l'origine de la consultation des haruspices. Le Sénat le pouvait, mais le fit-il dans ce cas ? - consultèrent les haruspices, spécialistes étrusques de l'interprétation de ces phénomènes. Ceux-ci répondent que plusieurs divinités sont irritées par cinq sacrilèges qui ont été commis : des jeux célébrés de façon irrégulière, la profanation de lieux sacrés et religieux (de locis sacris, religiosis, § 30), des ambassadeurs tués, des serments violés, des cérémonies antiques et secrètes souillées. En conclusion, les haruspices formulent quatre conseils d'apaisement. Les mises en garde contre des projets secrets visant la République et contre la discorde qui mettrait le pouvoir dans les mains d'un seul semblent avoir été suggérées par quelques sénateurs hostiles aux triumvirs. De même, la condamnation de la violence publique peut être considérée comme visant Clodius et aussi Milon. 
Clodius, qui est édile en fonction, émet lors d'une réunion publique son interprétation et relie les sacrilèges à la désacralisation du monument de Libertas au Palatin et la reconstruction de la demeure de Cicéron, à sa place. Il rédige son argumentation et la transmet par écrit au Sénat. Étonnamment, il n'en profite pas pour attaquer Pompée, comme à son habitude: les accords de Lucques ont changé la donne. Le discours de Cicéron est la réponse à l'accusation de Clodius.

## Le discours
Le discours date sans doute d'avril 56 av. J.-C.,. 
Dans un premier temps, Cicéron refait l'historique de la destruction de sa demeure (§ 8 - 17). Comme à son habitude à l'époque, il s'en prend aux consuls de 58, responsables selon lui de son exil, et à Clodius, dont il rappelle les sacrilèges et, en particulier, d'avoir troublé avec ses bandes les jeux mégalésiens et d'avoir assisté, déguisé en femme, aux mystères de Bona Dea. Inversement, Cicéron ne fait ni attaque ni allusion à César ou à Crassus.
S'ensuit une profession de foi religieuse (§ 18-19) avant de passer au réquisitoire, historiquement le point le plus intéressant du discours.
Il y discute en détail les divers points de la réponse des haruspices:
- les cinq sacrilèges (§ 20-39);
- les quatre avertissements (§ 40-63).

On le voit défendre Pompée et ses alliés, que l'on pouvait sentir visés, en particulier quant à l'assassinat d'ambassadeurs. Cicéron relativise l'assassinat de l'ambassadeur Dion, en évoquant d'autres cas similaires, comme l'emprisonnement et la mise à mort par Pison de Plator d'Orestide, venu de Macédoine (§ 34-35).
C'est bien évidemment sur le sacrilège concernant les lieux sacrés ( § 30-33) qu'on le sent le plus concentré mais aussi le plus mal à l'aise. Comme le note P. Wuilleumier, il « multiplie les effets de rhétorique pour cacher son embarras ». Il réaffirme la non-conformité de la consécration puis contre-attaque en retournant l'accusation : Clodius garde une chapelle obstruée sous sa demeure, son frère fait de même et Pison, consul honni de 58, vient de faire démolir un temple de Diane sur le mont Caelius. Le sacrilège relevé par les haruspices peut donc parfaitement leur être imputé.
Il termine son discours par un sombre tableau de la situation de l'État et lance un appel à la concorde.
Wuilleumier considère que ce discours présente de solides qualités oratoires. Cicéron y trouve matière à faire alterner toute la panoplie des outils rhétoriques qu'il maîtrise parfaitement. Tout y passe, depuis les périodes amples et raffinées jusqu'au style heurté des invectives, du sarcasme, de l'ironie, jusqu'à l'injure.
Fait rare dans sa production conservée, on trouve par moments une atmosphère religieuse très prégnante, avec des expressions rituelles mêlées à un ton prophétique. Le sujet s'y prête, il est vrai.

## Intérêt historique
Grâce à ce discours, nous possédons le seul texte quasi complet d'une réponse d'un collège d'haruspices. Seule manque la dernière partie, la prescription des expiations pour remédier aux fautes. Ce point ne relevait pas du discours et n'intéressait donc pas Cicéron en l’occurrence. Il mentionne néanmoins les divinités lésées à qui l'on devra réparation : Jupiter, Saturne, Neptune, Tellus et les dieux célestes (§ 20).
Les haruspices ont relevé cinq sacrilèges:
1. négligence et souillure dans l'organisation des jeux (§21);
2. profanation de lieux sacrés (§ 30);
3. meurtres d'ambassadeurs (§ 34);
4. violation de la foi (fides) et des serments (§ 36);
5. négligences et souillures cérémonielles (§ 37).

Ils ont ensuite lancé quatre avertissements:
1. éviter discorde et dissension (§ 40)
2. éviter des projets secrets nuisibles (§ 55)
3. éviter d'accorder des honneurs à des hommes pervers et exclus (§ 56);
4. éviter de bouleverser le fondement de la république (§ 59).

C'était là choses très sérieuses pour des Romains. Mais si les haruspices étaient précis dans la typologie des fautes et des avertissements, ils ne disaient rien sur qui ou quoi étaient concrètement visés par les dieux. Il y avait là matière à discussion, religieuse et politique.
Le texte reconstitué:
« Quod in agro Latiniensi auditus est  strepitus cum fremitu. Exauditus in agro propinquo et suburbano est strepitus quidam reconditus et horribilis fremitus armorum. Postiliones esse Iovi, Satvrno, Neptvno, Tellvri, dis caelestibvs. Ludos minus diligenter factos pollutosque. Loca sacra et religiosa profana haberi. Fidem iusque iurandum neglectum. Sacrificia uetusta occultaque minus diligenter facta pollutaque. Ne per optimatium discordiam dissensionemque patribus principibusque caedes periculaque creentur auxilioque diuini numinis deficiantur, qua re ad unum imperium pecuniae redeant exercitusque apulsus deminutioque accedat. Ne occvltis consiliis res pvblica laedatur. Ne deterioribus repulsisque honos augeatur. Deteriores cauete. Prouidete ne rei publicae status commutetur. »
Traduction proposée par M. Van Den Bruwaene :
« Dans la campagne du Latium on a entendu du bruit accompagné de fracas. [Un bruit souterrain, un horrible cliquetis d'armes ont été entendus dans un champ voisin, aux portes de Rome.] Il faut des cérémonies expiatoires à Jupiter, à Saturne,à Neptune, à Tellus, aux dieux célestes ; des jeux ont été trop peu soigneusement exécutés et troublés, des lieux sacrés et consacrés sont employés à des usages profanes, des orateurs ont été tués à l'encontre du droit et de la morale, le respect du serment est violé, des sacrifices antiques et réservés ont été accomplis trop peu soigneusement et violés, il faut veiller à ce que par la discorde et la mésentente des dirigeants des meurtres et des périls ne soient suscités aux patriciens ; qu'ils ne soient privés du secours de la providence divine, car ainsi l'État tomberait sous le pouvoir d'un seul, l'armée serait battue, et une décadence s'ensuivrait ; que la république ne soit pas lésée par des tractations secrètes ; qu'on n'ajoute plus d'honneurs à des gens mal intentionnés et condamnés, [Gardez-vous des gens pervertis,], que la forme du gouvernement ne soit pas changée. »

## Transmission
Plusieurs manuscrits nous ont transmis ce discours. Une analyse fine a permis aux éditeurs de poser que tous proviennent d'un modèle commun. Par élimination des filiations, quatre sont retenus pour les éditions modernes. Le plus ancien (Parisinus 7794 de la Bibliothèque Nationale, IXe siècle) s'avère de loin le plus proche de l'archétype commun. Néanmoins les autres permettent parfois de le corriger ou de le compléter utilement.

### Texte et traductions
- (la + fr) Cicéron (trad. Nisard), Discours sur la réponse des aruspices, t. III, Paris, coll. « Œuvres complètes de Cicéron », 1848 (lire en ligne)
- Cicéron (trad. Pierre Wuilleumier, Anne-Marie Tupet), Discours 13 : Sur la réponse des haruspices, Paris, Les Belles Lettres, coll. « CUF », 1966 (1re éd. 1952)
- (la) « M. TVLLI CICERONIS ORATIO DE HARVSPICVM RESPONSO IN P. CLODIVM IN SENATV HABITA », sur Latin Library (consulté le 20 octobre 2019).

### Ouvrages modernes
- Martin Van Den Bruwaene, « Quelques éclaircissements sur le « De Harispicum responsis » », L'Antiquité Classique, t. 17, no 1,‎ 1948, p. 81-92 (lire en ligne)
- Pierre Grimal, Cicéron, Fayard, 1986 (ISBN 978-2213017860).